# Peter-Jürgen Boock
Peter-Jürgen Boock (ur. 2 września 1951 w Garding) – terrorysta, członek niemieckiej RAF. Odpowiedzialny za zamordowanie Hannsa Martina Schleyera i Jürgena Ponto.
Po skończeniu szkoły w 1968 pracował jako ślusarz, ale po kilku tygodniach porzucił pracę. Wskutek wieloletniego konfliktu z ojcem opuścił dom rodzinny i wyjechał w 1968 do komuny w Holandii. Po zatrzymaniu za posiadanie narkotyków i próbę samobójstwa znalazł się w ośrodku wychowawczym. W 1969, mając 17 lat, poznał Andreasa Baadera, Gudrun Ensslin i Thorwalda Prolla. Pod ich wpływem opuścił ośrodek i osiedlił się w okolicach Frankfurtu.
W połowie lat 70. odnowił kontakty z RAF. W 1975 przebywał w obozie szkoleniowym dla terrorystów w Jemenie. 30 lipca 1977 brał udział w zamachu na Jürgena Ponto. Przygotowywał nieudany zamach na prokuraturę federalną w Karlsruhe. We wrześniu 1977 uczestniczył w porwaniu i zamordowaniu Hannsa Martina Schleyera. Wyjechał do Bagdadu, gdzie brał udział w przygotowaniach do porwania samolotu Lufthansy. 11 maja 1978 (wraz z Brigitte Mohnhaupt, Sieglinde Hofmann, Rolfem Clemensem Wagnerem) został aresztowany w Jugosławii. Został wypuszczony i wraz z innymi, w listopadzie, pojechał do Jemenu.
W lutym 1980 chciał opuścić RAF. W styczniu 1981 został aresztowany w Hamburgu. Został skazany na karę wieloletniego więzienia. Po 17 latach, 13 marca 1998, został zwolniony, gdy miał 47 lat. Przebywa pod Fryburgiem Bryzgowijskim i zarabia pisarstwem.